# Liste der Biografien/Wos
Liste der Biografien |
Portal Biografien |
Personensuche
# |
A |
B |
C |
D |
E |
F |
G |
H |
I |
J |
K |
L |
M |
N |
O |
P |
Q |
R |
S |
T |
U |
V |
W |
X |
Y |
Z |
?
 
Wa |
Wc |
Wd |
We |
Wh |
Wi |
Wj |
Wl |
Wn |
Wo |
Wr |
Ws |
Wt |
Wu |
Ww |
Wy |
Wz
 
Woa |
Wob |
Woc |
Wod |
Woe |
Wof |
Wog |
Woh |
Woi |
Woj |
Wok |
Wol |
Wom |
Won |
Woo |
Wop |
Wor |
Wos |
Wot |
Wou |
Wov |
Wow |
Wox |
Woy |
Woz
Die Liste der Biografien führt alle Personen auf, die in der deutschsprachigen Wikipedia einen Artikel haben. Dieses ist eine Teilliste mit 109 Einträgen von Personen, deren Namen mit den Buchstaben „Wos“ beginnt.

## Wos
- Wos, Larry (* 1930), US-amerikanischer Mathematiker und Informatiker
- Woś, Oliwia (* 1999), polnische Fußballspielerin

### Wosa
- Wosab, Reinhold (* 1938), deutscher Fußballspieler
- Wosakowa, Anna Walerjewna (* 1989), russische Beachvolleyballspielerin

### Wosc
- Wosch, Kathrin (* 1981), deutsche Hörfunkmoderatorin
- Wosch, Tommy (* 1968), deutscher Hörfunkmoderator und ComedianTommy Wosch (* 1968)

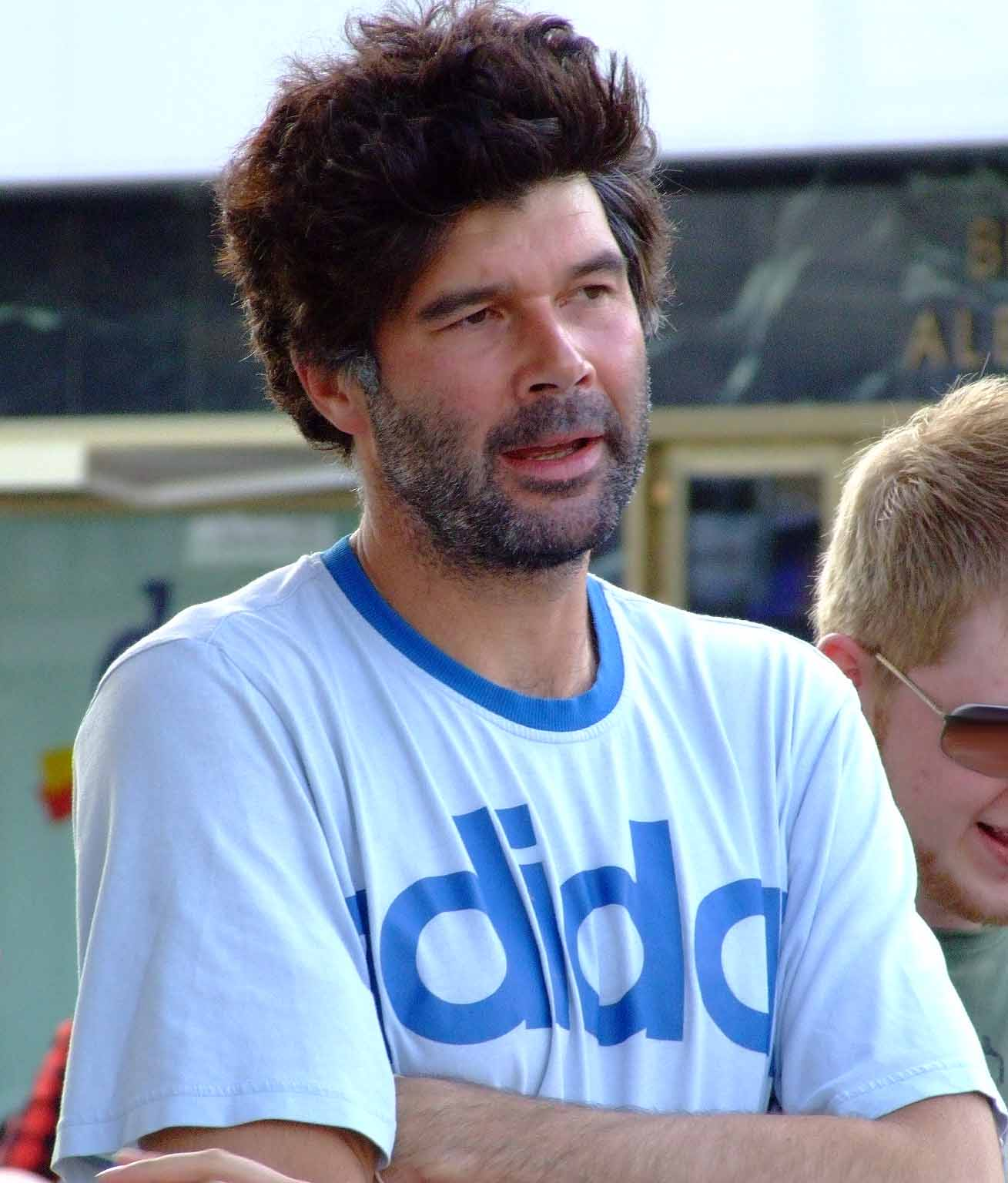
Tommy Wosch (* 1968)

- Woschank, Armin (* 1982), österreichischer Basketballspieler
- Woschee, Isolde (* 1941), deutsche Tischtennisspielerin
- Woschek, Katharina (* 1988), deutsche Schauspielerin
- Woschek, Theophil (1888–1952), deutscher Anwalt, Politiker und Landeshauptmann der preußischen Provinz Oberschlesien (1930–1933)
- Woschenko, Claus (* 1979), deutscher Komponist
- Woschitka, Franz Xaver (1728–1796), österreichischer Komponist, Violoncellist, Violinist und Musikpädagoge
- Woschitz, Anton (1925–2004), österreichischer Politiker (SPÖ), Abgeordneter zum Nationalrat
- Woschitz, Karl Matthäus (* 1937), römisch-katholischer Theologe
- Woschitz, Thomas (* 1968), österreichischer Filmregisseur, Drehbuchautor und Filmeditor
- Wöschler, Till (* 1991), deutscher Speerwerfer
- Woschnagg, Gregor (* 1939), österreichischer Diplomat
- Woschni, Eugen-Georg (1929–2022), deutscher Nachrichtentechniker und Hochschullehrer
- Woschtschewskyj, Walerij (* 1956), ukrainischer Politiker

### Wose
- Wosegin, Georg (1624–1705), deutscher Mathematiker und Mediziner
- Wosenitz, Wilhelm (1903–1964), deutscher Politiker (CDU), MdA

### Wosi
- Wosianow, Oleksandr (1938–2018), ukrainischer Arzt und Professor
- Wosien, Bernhard (1908–1986), deutscher Ballettmeister, Choreograf und Professor für Ausdruckspädagogik und Tanz
- Wosik, Ralf (* 1958), deutscher Tischtennisspieler
- Wosik, Torben (* 1973), deutscher TischtennisspielerTorben Wosik (* 1973)

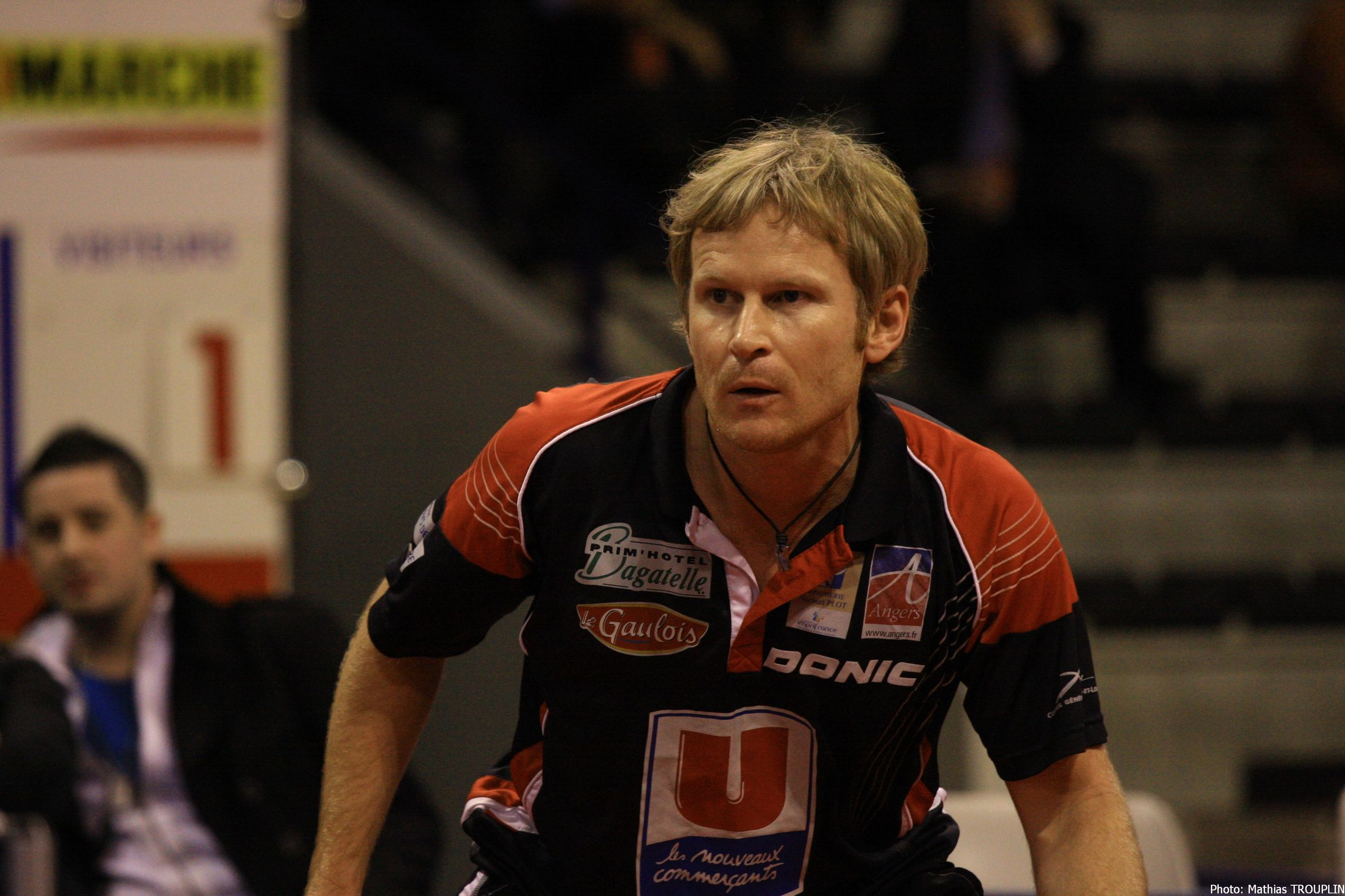
Torben Wosik (* 1973)

- Wosikowski, Alice (1886–1949), deutsche Politikerin (SPD, KPD), MdHB
- Wosikowski, Irene (1910–1944), deutsche Widerstandskämpferin
- Wosiński, Jan (1914–1996), polnischer römisch-katholischer Geistlicher, Weihbischof in Płock
- Wosipiwo, Heinz (* 1951), deutscher Skispringer und Trainer

### Wosk
- Woska, Elisabet (1938–2013), österreichische Schauspielerin
- Wöske, Dieter (1934–1998), deutscher Fußballspieler
- Woskin-Nahartabi, Mojzis (1884–1944), Hebraist
- Woskoboinik, Konstantin Pawlowitsch (1895–1942), sowjetischer Revolutionär und Politiker
- Woskobojewa, Galina (* 1984), kasachische Tennisspielerin
- Woskressenskaja, Soja Iwanowna (1907–1992), sowjetische Schriftstellerin und Geheimagentin
- Woskressenski, Alexander Abramowitsch (1809–1880), russischer Chemiker
- Woskressenski, Iwan Nikanorowitsch (1862–1943), russisch-sowjetischer Schiffbauingenieur, Metallurg und Hochschullehrer
- Woskressenski, Michail Sergejewitsch (* 1935), russischer Pianist und Musikprofessor
- Wosky von Bärenstamm, Jakob (1692–1771), sächsischer Geistlicher, Apostolischer Präfekt des Bistums Meißen

### Wosl
- Woslenski, Michail Sergejewitsch (1920–1997), russischer Historiker, Politikwissenschaftler und Hochschullehrer

### Wosn
- Wösner, Hermann (1921–1982), deutscher Politiker (CSU), MdL
- Wosner, Shai (* 1976), israelischer Pianist
- Wosnessenski, Alexander Alexejewitsch (1898–1950), russischer Ökonom und Hochschullehrer
- Wosnessenski, Andrei Andrejewitsch (1933–2010), russischer Dichter und Schriftsteller
- Wosnessenski, Filaret (1903–1985), russischer Geistlicher, Metropolit von Amerika
- Wosnessenski, Ilja Gawrilowitsch (1816–1871), russischer Wissenschaftler und Forschungsreisender
- Wosnessenski, Nikolai Alexejewitsch (1903–1950), sowjetischer Politiker
- Wosnessenski, Pjotr Nikolajewitsch (1867–1918), russischer Verkehrs- und Brückenbau-Ingenieur
- Wosniak, Reinhard (1953–2020), deutscher Schriftsteller
- Wosnik, Johannes (1902–1974), deutscher Beamter
- Wosnitza, Franz (1902–1979), deutscher katholischer Geistlicher, Generalvikar in Kattowitz
- Wosnitza, Jana (* 1993), deutsche Fernsehmoderatorin und JournalistinJana Wosnitza (* 1993)

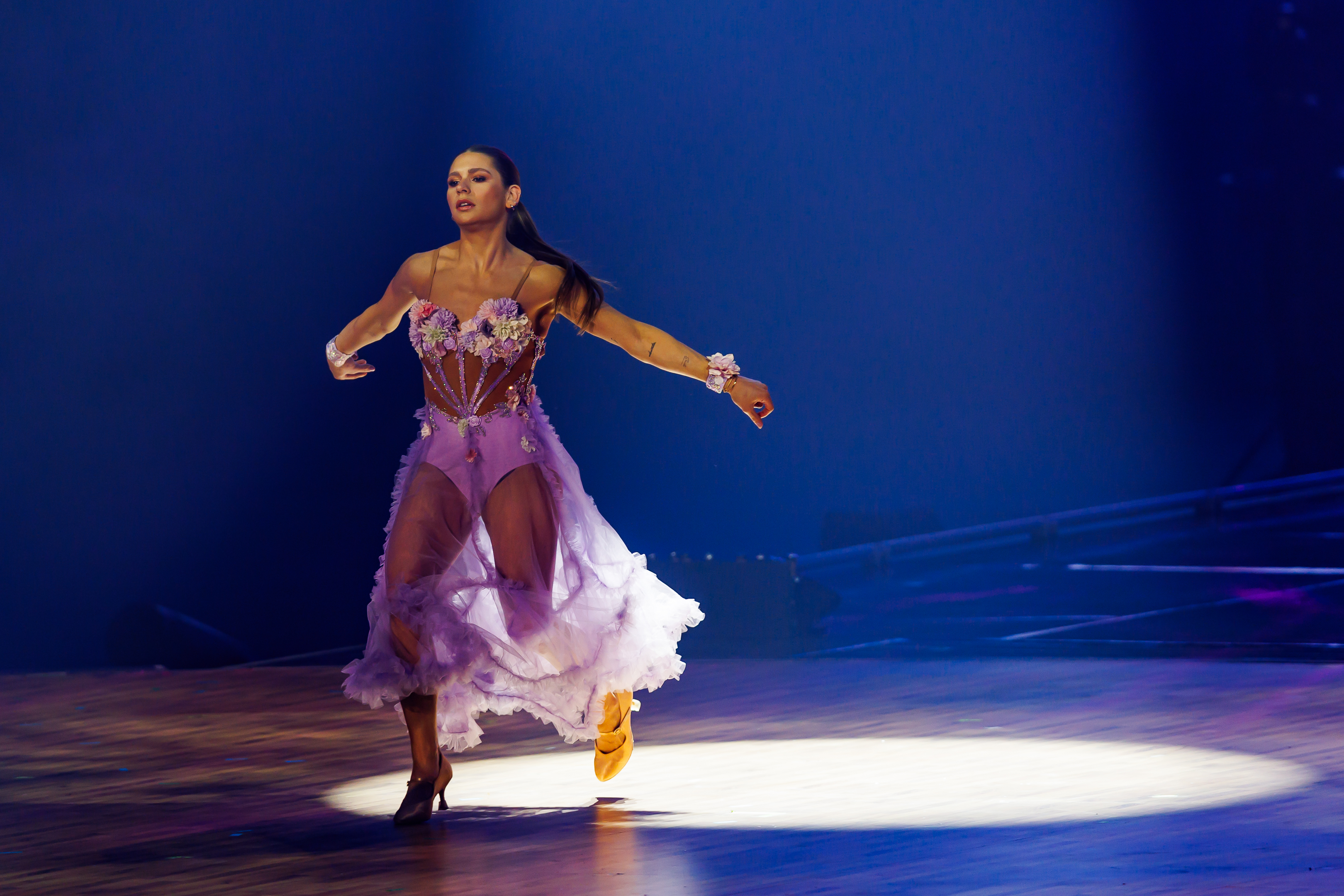
Jana Wosnitza (* 1993)

- Wosnitza, Johannes (1908–1995), deutscher Priester
- Wosnitza, Marold (* 1965), deutscher Hochschullehrer und Politiker (SPD)
- Wosnjak, Andrij (* 1989), ukrainischer Biathlet
- Wosnjak, Chrystyna (* 1996), ukrainische Tennisspielerin
- Wosnjak, Ihor (* 1952), ukrainischer Geistlicher, Erzbischof von Lemberg
- Wosnjak, Mychajlo (1881–1954), ukrainischer Literaturkritiker, Literaturhistoriker und Politiker
- Wosnyzkyj, Borys (1926–2012), ukrainischer Kunsthistoriker

### Woso
- Wosolsobe, Wolfgang (1955–2018), österreichischer Offizier, zuletzt Generalleutnant des Österreichischen Bundesheeres

### Woss
- Woss y Gil, Alejandro (1856–1932), dominikanischer Politiker und Präsident der Dominikanischen Republik
- Wöss, Fleur Sakura (* 1953), österreichische Zen-Lehrerin und Buchautorin
- Wöss, Fritz (1920–2004), österreichischer Schriftsteller
- Woß, Jennifer (* 1989), deutsch-philippinische Schauspielerin
- Wöss, Josef Venantius von (1863–1943), österreichischer Kirchenmusiker, Komponist und Verlagsredakteur
- Wöss, Kurt (1914–1987), österreichischer Dirigent
- Wöss, Margareta (1921–1999), österreichische Musikwissenschaftlerin und Kulturmanagerin
- Wöss, Rainer (* 1962), österreichischer Schauspieler
- Wöss, Richard (* 1986), österreichischer HandballspielerRichard Wöss (* 1986)

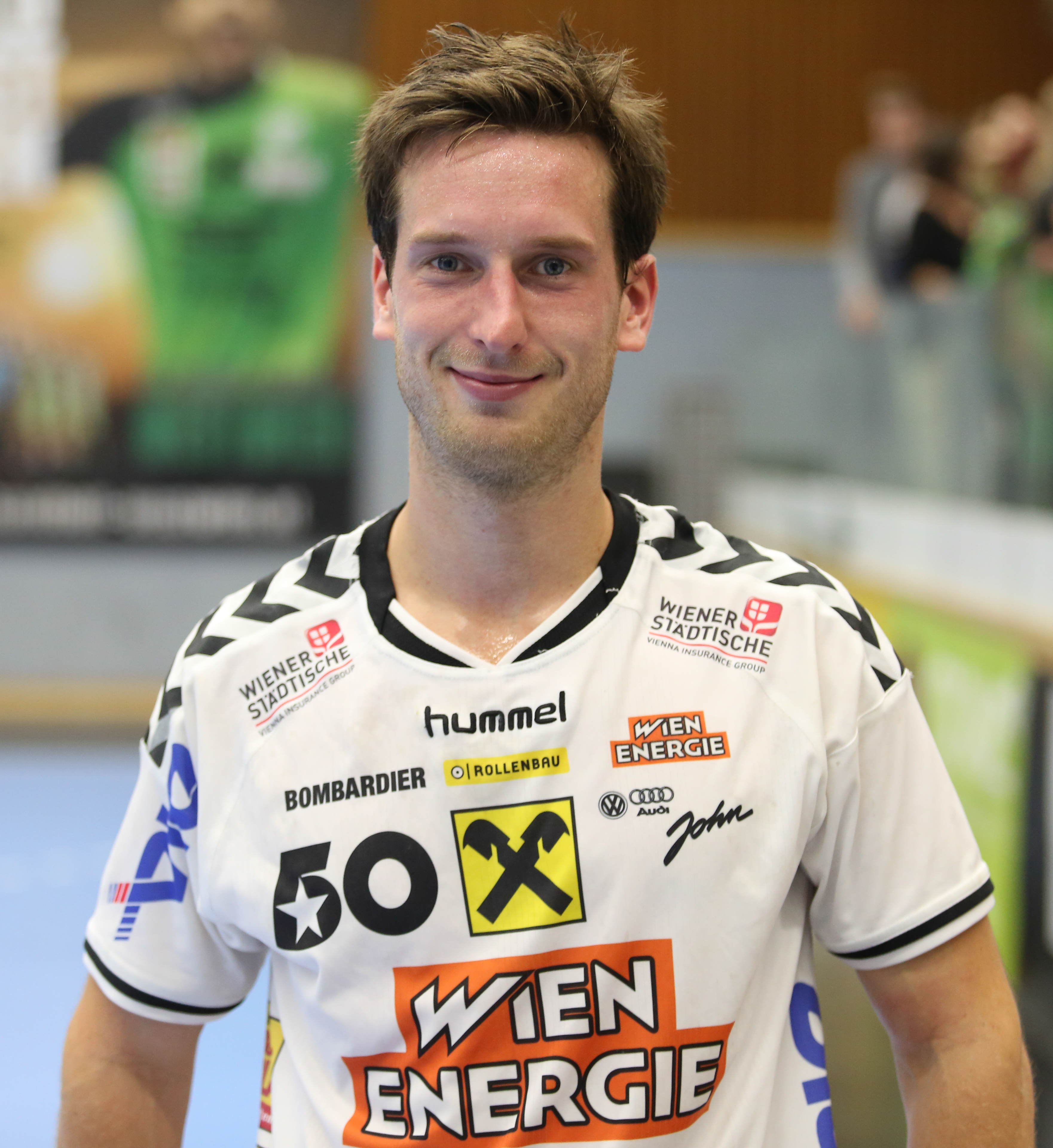
Richard Wöss (* 1986)

- Wöss, Rosalie (* 2002), österreichische Judoka
- Wöß, Wolfram (* 1969), österreichischer Informatiker und Hochschullehrer
- Wossidlo, Albert Theodor (1794–1859), deutscher evangelisch-lutherischer Geistlicher und Schriftsteller
- Wossidlo, Ernst (1884–1973), deutscher Baumeister und Bildhauer
- Wossidlo, Fritz (1877–1942), deutscher Konteradmiral der Reichsmarine
- Wossidlo, Hans (1854–1918), deutscher Urologe
- Wossidlo, Richard (1859–1939), deutscher Gymnasiallehrer und Ethnologe
- Wößmann, Ludger (* 1973), deutscher Volkswirtschaftler und Bildungsökonom
- Woßmann, Volkmar (* 1946), deutscher Fußballspieler
- Wössner, Frank (1941–2020), deutscher Manager
- Wössner, Freimut (* 1945), österreichisch-deutscher Cartoonist
- Wössner, Jakobus (1921–1975), deutsch-österreichischer Soziologe
- Wössner, Mark (* 1938), deutscher ManagerMark Wössner (* 1938)

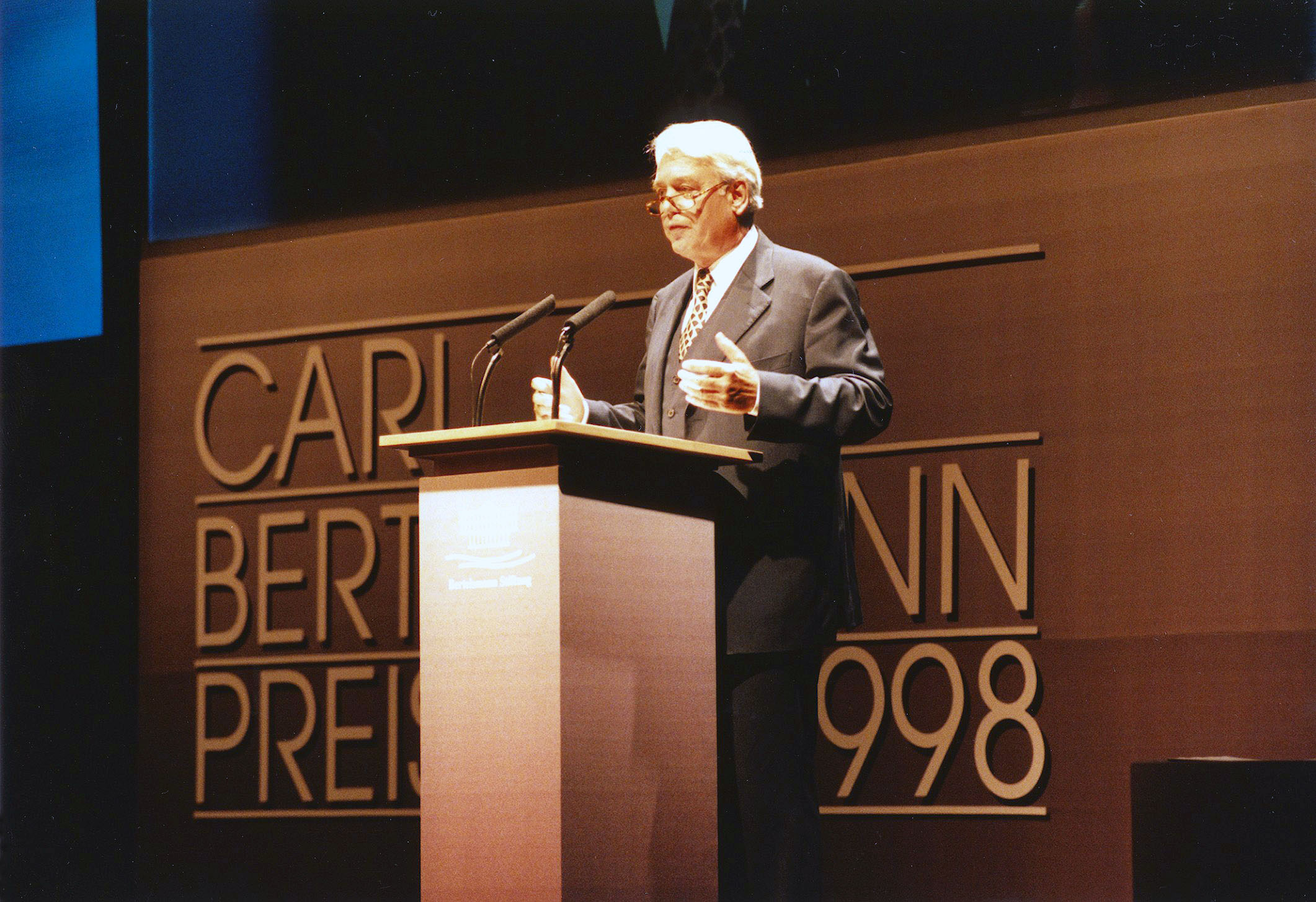
Mark Wössner (* 1938)

- Wossowski, Heinz (* 1937), deutscher Badmintonspieler
- Wossowski, Manuela (* 1978), deutsche Bildende Künstlerin

### Wost
- Wostal, Georg (1914–1991), polnischer und deutscher Fußballspieler
- Wöste, Ludger (* 1946), deutscher Physiker
- Wöste, Wilhelm (1911–1993), katholischer Theologe, Weihbischof in Münster
- Wöstemeyer, Johannes (* 1951), deutscher Mikrobiologe
- Wöstenberg, Dieter (* 1943), deutscher Arzt und Politiker (FDP), MdV, MdB, MdL
- Wöstenfeld, Dieter (1930–2009), deutscher Funktionär, Abteilungsleiter des ZK der SED
- Wöstheinrich, Bernhard (* 1968), deutscher Elektronik-Musiker, Komponist, Maler, Multimedia-Künstler
- Wöstmann, Axel (* 1961), deutscher Ruderer
- Wöstmann, Heinz (* 1966), deutscher Jurist, Richter am Bundesgerichtshof
- Wöstmann, Helmut (* 1931), deutscher Schauspieler, Hörspielsprecher und Off-Sprecher
- Wostokow, Alexander Christoforowitsch (1781–1864), russischer Philologe
- Wostokow, Sergei Wladimirowitsch (1945–2025), sowjetischer und russischer Mathematiker
- Wostrikow, Andrei Iwanowitsch (1902–1937), russisch-sowjetischer Ostasienwissenschaftler
- Wostrikow, Sergei Leontjewitsch (* 1964), russischer Eishockeyspieler
- Wostrikowa, Irina Anatoljewna (* 1970), russische Siebenkämpferin
- Wostrjakow, Pawel Iwanowitsch (* 1930), sowjetischer Radsportler, nationaler Meister im Radsport
- Wostromirsky von Rockittnigk, Hanns Herrmann (1647–1718), sächsischer Generalleutnant
- Wostrowitz, Eduard Fleißner von (1825–1888), österreichischer Oberst und Kryptologe
- Wostry, Carlo (1865–1943), italienischer Maler
- Wostry, Markus (* 1992), österreichischer Fußballspieler
- Wostry, Wilhelm (1877–1951), böhmischer Historiker, Volkstumsforscher, NSDAP-Mitglied
- Wostupatsch, Hartmut (1961–2021), deutscher Neonazi

### Wosz
- Wosz, Dariusz (* 1969), deutscher Fußballspieler und -trainerDariusz Wosz (* 1969)

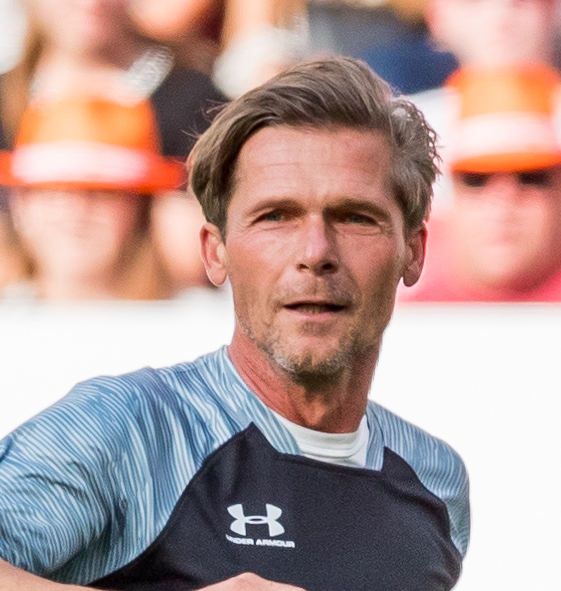
Dariusz Wosz (* 1969)

- Wosz, Joscha (* 2002), deutscher Fußballspieler
- Wosztyl, Natalia (* 1999), polnische Leichtathletin